# Reyno (Arkansas)
Reyno – miasto w Stanach Zjednoczonych, w stanie Arkansas, w hrabstwie Randolph.